# Associazione Calcio Monfalcone 1970-1971
Questa voce raccoglie le informazioni riguardanti l'Associazione Calcio Monfalcone nelle competizioni ufficiali della stagione 1970-1971.

## Rosa
| N. |                   | Ruolo | Calciatore         |
| -- | ----------------- | ----- | ------------------ |
|    | Italia (bandiera) | D     | Franco Acquaviva   |
|    | Italia (bandiera) | A     | Severino Agonistis |
|    | Italia (bandiera) | D     | Alcide Baccari     |
|    | Italia (bandiera) | A     | Bruno Barile       |
|    | Italia (bandiera) |       | Bellida            |
|    | Italia (bandiera) | C     | Franco Benfatto    |
|    | Italia (bandiera) | A     | Flavio Bernardis   |
|    | Italia (bandiera) | A     | Antonio Bordon     |
|    | Italia (bandiera) | D     | Bruno Ceschia      |
|    | Italia (bandiera) | C     | Giancarlo Feresin  |
|    | Italia (bandiera) | C     | Alberto Giordani   |
|    | Italia (bandiera) | C     | Flavio Lavaroni    |

| N. |                   | Ruolo | Calciatore        |
| -- | ----------------- | ----- | ----------------- |
|    | Italia (bandiera) | P     | Lorenzo Machietto |
|    | Italia (bandiera) |       | Merluzzi          |
|    | Italia (bandiera) | P     | Sergio Nicoli     |
|    | Italia (bandiera) | A     | Silvano Persolia  |
|    | Italia (bandiera) | D     | Giovanni Pinatti  |
|    | Italia (bandiera) | A     | Alvis Rigonat     |
|    | Italia (bandiera) | A     | Walter Sartori    |
|    | Italia (bandiera) | A     | Enrico Sortino    |
|    | Italia (bandiera) | A     | Bruno Starc       |
|    | Italia (bandiera) | D     | Sergio Trevisan   |
|    | Italia (bandiera) | A     | Bruno Zanolla     |
|    | Italia (bandiera) | D     | Elio Zelesnich    |